# Omer Fast
Omer Fast (Jerusalem, 1972) és un videoartista contemporani. Va viure als Estats Units i actualment resideix a Berlín. Va estudiar a la Universitat de Tufts i va obtenir un màster en belles arts al Hunter College (Nova York). Ha rebut premis tan prestigiosos com el de la Nationalgalerie de Berlín (2009) i el del Whitney Museum of American Art de NovaYork (2008). La seva obra s'ha exposat, entre molts altres llocs, a la Barbican Art Gallery de Londres, la Kunsthaus Baselland de Basilea, el Museum Moderner Kunst Stiftung Ludwig Wien de Viena, el Museu Guggenheim de Nova York, l'Hamburger Bahnhof de Berlín, el Moderna Museet d'Estocolm, la Biennal de Venècia, i el Centre Pompidou de París.